# Anche nel West c’era una volta Dio
Anche nel West c'era una volta Dio ist ein von Marino Girolami unter dem Pseudonym Dario Silvestri inszenierter Italowestern, der im deutschen Sprachraum nicht aufgeführt wurde. Das Drehbuch basiert auf der Grundidee von Robert Louis Stevensons Die Schatzinsel.

## Inhalt
Der alte Kämpfer Colonel Bob Ford versteckt in einem schäbigen Gasthof seine Schatzkarte, da ihn Banditen verfolgen. Als diese im Gasthof eintreffen, versucht er, übers Dach zu entkommen, stützt jedoch ab und verliert sein Leben. Die Banditen zünden das Gasthaus an. Der junge Tommy, der das Versteck der Schatzkarte kennt, versucht sie zu retten, wird jedoch vor Hitze ohnmächtig und vom Neuankömmling Pat Jordan in Sicherheit gebracht; dieser findet auch die Schatzkarte.
Der plötzlich auftauchende Mexikaner Chasquito hat wohl ein Verhältnis mit der Gasthausbedienung Marta und wird von Pat Jordan, der zwar wie ein Revolverheld aussieht, aber in Wirklichkeit ein Priester ist, angeheuert, um in die Sierra Blanca zu gelangen, da er den Schatz, den der Colonel aus einem Kloster gestohlen hat, wieder zurückbringen möchte. Chasquito hat da egoistischere Vorstellungen, und auch die Banditen sind auf eigene Rechnung unterwegs. Chasquito tötet zwei Gruppen von Banditen, indem er ihnen den Schatz präsentiert und sie beim Versuch, ihn zu bergen, erschießt. Der Priester kehrt mit 5.000 Dollar zum Kloster zurück, nachdem er Tommy in die Obhut des nun reichen Chasquito gegeben hat.

## Kritik
„Die Story ist nicht schlecht und wird auch unterhaltsam umgesetzt. Der Film ist wirklich recht gut.“

„Einigermaßen unterhaltsamer Western vom eigentlichen Komödienregisseur Girolami.“

„Die Wendungen des Films kommen so rasch wie Kugeln; dieser mitreißende Italowestern kann sich einer kraftvollen Regie und ausgezeichneter Kameraarbeit rühmen, die die spanischen Drehorte schön einfängt und den reichhaltigen Actionszenen beigibt“ urteilt Paul Gaita im All Movie Guide.

## Bemerkungen
Das Filmlied „Heart of stone“ wird von Raoul gesungen.